# Javor dlanitolistý
Javor dlanitolistý (Acer palmatum, japonsky 紅葉, いろは紅葉 nebo いろはもみじ, irohamomidži) je druh dřevin přirozeně rostoucí na území Japonska, Koreje a v Číně. Mnoho odlišných kultivarů tohoto druhu bylo vyšlechtěno a rozšířeno do mnoha zemí na celém světě pro atraktivní barvy a tvary.

## Synonyma
Acer polymorphum (Siebold.&Zucc.).

## Charakteristika
Javor dlanitolistý patří mezi opadavé keře nebo malé stromy. Dorůstá výšky 6–10 m, vzácně 16 m. Často roste jako podrost v listnatých lesích. Může růst jako vícekmen. V Japonsku mají stromy často obrácený pyramidální nebo oblý až převislý tvar.
Listy jsou 4–12 cm dlouhé a stejně široké, dlouze řapíkaté, jednoduché, dlanité, ostře rozdělené s pěti, sedmi, nebo devíti špičatě zakončenými laloky a s pilovitými okraji. Listy původního druhu na podzim červenají, ale jsou vyšlechtěny i celoročně zbarvené kultivary. Daří se mu ve vlhké propustné humózní půdě, ale je relativně nenáročný. Vhodné k výsadbě jsou chráněné a stinné polohy. Květy jsou malé, jednotlivé s pěti červenými, nebo purpurovými kališními lístky a pěti bělavými okvětními lístky. Kvete v květnu až červnu. Plodem jsou křídlaté dvounažky 2–3 cm dlouhé s 6–8mm semeny.
V přírodě Acer palmatum ukazuje množství genetických variant. Je zajímavé pěstovat různé kultivary s různou barvou, tvarem koruny a listů.
Lze rozeznat tři poddruhy:
- Acer palmatum subsp. palmatum. Listy malé, 4–7 cm široké, s pěti nebo sedmi laloky a dvojitě zubaté okraje. Křídla semen 10–15 mm. Nižší polohy ve středním Japonsku (ne Hokkaido).
- Acer palmatum subsp. amoenum (Carrière) H.Hara. Listy větší, 6–12 cm široké, se sedmi nebo devíti laloky a jednoduše ozubené okraje.Křídla semen 20–25 mm. Vyšší polohy v Japonsku a v Jižní Koreji.
- Acer palmatum subsp. matsumurae Koidz. Listy větší, 6–12 cm široké, se sedmi (vzácně pěti, nebo devíti) laloky a dvojitě zubatými okraji; křídla semen 15–25 mm. Vyšší polohy Japonsko.

## Použití

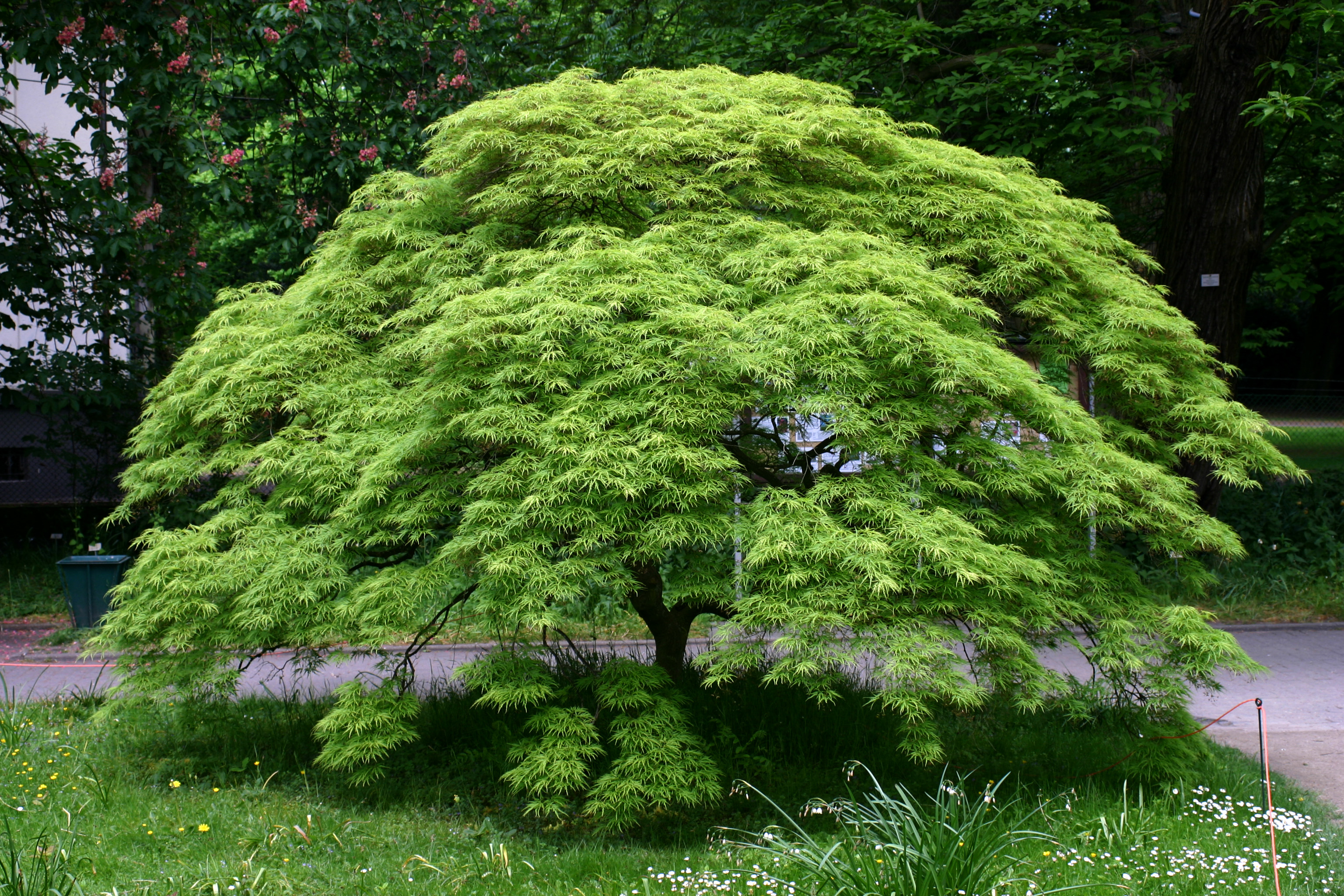
Polokulovitý tvar kultivaru

Japonský javor roste v teplých oblastech Japonska a je staletí pěstován pro okrasné účely.
Červenolisté kultivary jsou nejvíce populární, oblíbené jsou také kaskádovitě rostoucí zelené kultivary s hluboce sekanými listy.

## Pěstování
Některé kultivary při pěstování v mírném pásmu (ČR) snášejí slunce, jiné preferují stín. Nejvíce z nich pěstujeme ve skupinách a jsou vhodné i jako okraje cest. Jejich kořenový systém není invazivní a jsou to kompaktní dřeviny. Stromy preferují dobře propustné humózní půdy dobře zásobené vodou a živinami. Lépe roste, pokud je přihnojován. Barevné kultivary by měly být přihnojovány hnojivy s obsahem draslíku. Mnoho kultivarů javorů může být úspěšně pěstováno v nádobách.
Během chladného období roku je třeba u bonsají zabránit promrzání obalením nádoby, nebo zapuštěním nádoby do země. Zaléváním během zimy je rostlina udržována aby netrpěla suchem. Druh dobře snáší exhalace. Snáší řez, ale většina kultivarů má typickou stavbu koruny, takže pravidelný řez není vhodný. Javor dlanitolistý obvykle netrpí škůdci.
Dobře roste s rododendrony.[zdroj?]

### Rozmnožování
Lze jej rozmnožovat řízky, ale efektivnější a používanější je rozmnožování semeny. Kultivary se množí roubováním na semenáče.

### Kultivary
Přes 1000 kultivarů je rozmnožováno převážně vegetativně řízky, očkováním, nebo roubováním.
Příklady kultivarů:
- 'Aka shigitatsu sawa', růžovobílé listy

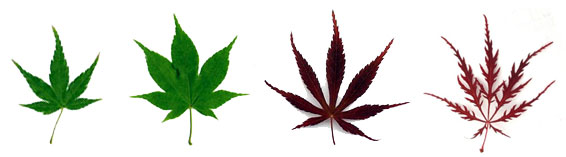
Příklad variant listů mezi různými kultivary japonských javorů

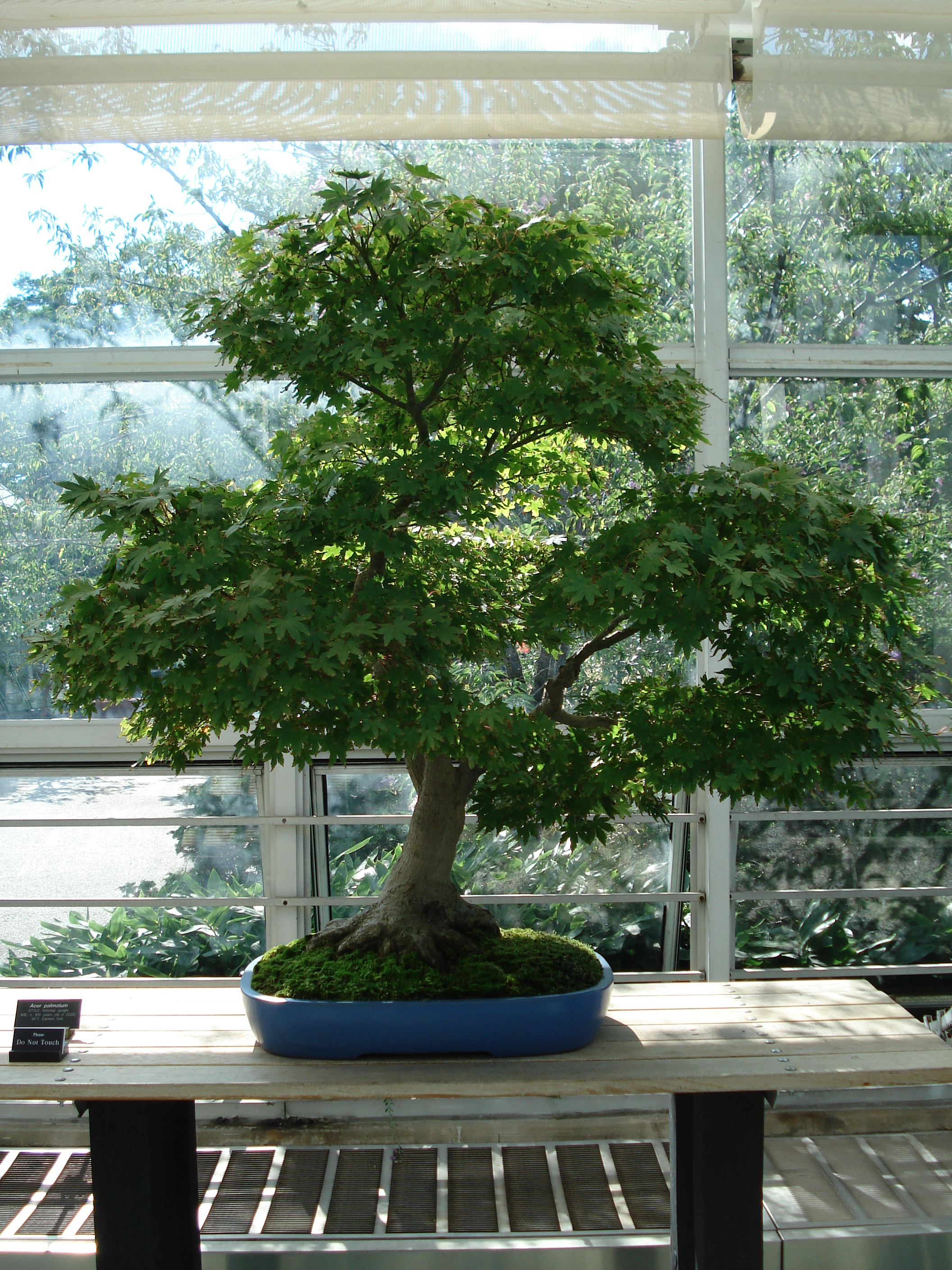
112 let stará bonsai v Brooklyn Botanic Garden

- 'Ao ba jo' – a nízký kultivar s bronzově zeleným nádechem letního olistění
- 'Atropurpureum' – červené větve
- 'Bloodgood' – vylepšený kultivar 'Atropurpureum'
- 'Butterfly' – malé listy s bílými okraji
- 'Dissectum' – převislý habitus
- 'Golden Pond' – zelenožluté letní olistění
- 'Goshiki koto hime' – delikátní pestrolistá varieta
- 'Higasa yama' – listy žlutě pestrolisté
- 'Hupp's Dwarf' – malý hustý strom s malými listy
- 'Issai nishiki kawazu' – velmi drsné, tuhé kůry
- 'Kagiri nishiki' – podobný jako 'Butterfly' ale v růžovějších tónech
- 'Karasu gawa' – pomalurostoucí pestrolistý kultivar s růžovými a bílými odstíny
- 'Katsura' – žlutozelené listy
- 'Koto no ito' – světle zelená, roztřepené listy
- 'Chiyo Hime' ('Little Princess') – řídce větvený trpaslík s nepravidelným habitem
- 'Mama' – keřovitý kultivar s extrémně různolistými listy
- 'Masu murasaki' – keřovité stromy s červenavými listy
- 'Mizu kuguri' – oranžově zbarvené stromy s širokou korunou
- 'Nishiki gawa' – stromy s hrubou kůrou vhodné pro bonsai
- 'Nomura nishiki' – tmavě červené krajkovité listy
- 'Ojishi' – trpasličí kultivar, roste jen několik centimetrů za rok
- 'Osakazuki' – stromovitý kultivar zbarvující se na podzim
- 'Peaches and Cream' – podobný jako 'Aka shigitatsu sawa'
- 'Pink Filigree' – krásně roztřepené, bronzově růžové listy
- 'Red Filigree Lace' – krásně roztřepené, tmavě červené listy
- 'Sango kaku' – "coralbark maple" červeno růžová kůra
- 'Seiryu' – a green, Stromovitý keř s jemně roztřepenými listy
- 'Shikage ori nishiki' – válcovitě tvarované keře s temně fialovými listy
- 'Skeeter's Broom' – odvozen od 'Bloodgood' metlovitý růst
- 'Tamukeyama' – jemně roztřepený, tmavě fialový kultivar, kaskádově převisající
- 'Tropenburg' – štíhlý, vzpřímeně rostoucí, purpurové listy
- 'Tsuma gaki' – žluté listy s červenavými okraji
- 'Yuba e' – vzpřímený strom s karmínově červeně pestrými listy

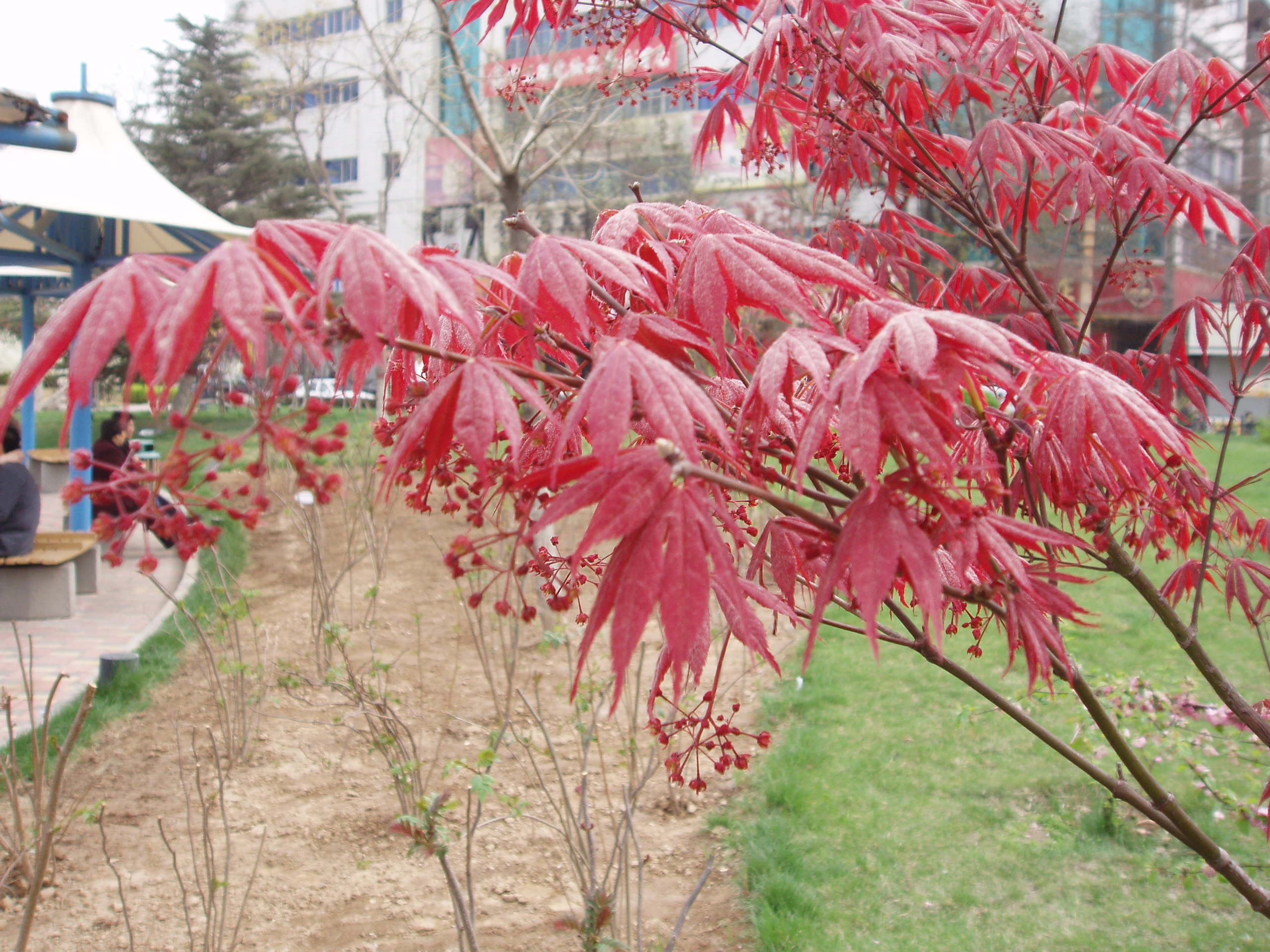
Červenolistá rostlina, tak jak je prodávána pod jménem 'Atropurpureum' a 'Bloodgood'

## Podobné druhy
Název japonský javor je někdy používán i pro jiné druhy javorů:
- Acer duplicatoserratum (syn. A. palmatum var. pubescens Li)
- Acer japonicum
- Acer pseudosieboldianum
- Acer shirasawanum
- Acer sieboldianum

Vzhledem k tomu, že tyto javory jsou fenotypově variabilní v rámci jednotlivých druhů a dále podstupují křížení, může být u kultivarů rozlišení mezi druhy obtížné. Ve školkařství je Acer palmatum často používán jako podnož pro odrůdy i jiných druhů.

## Galerie

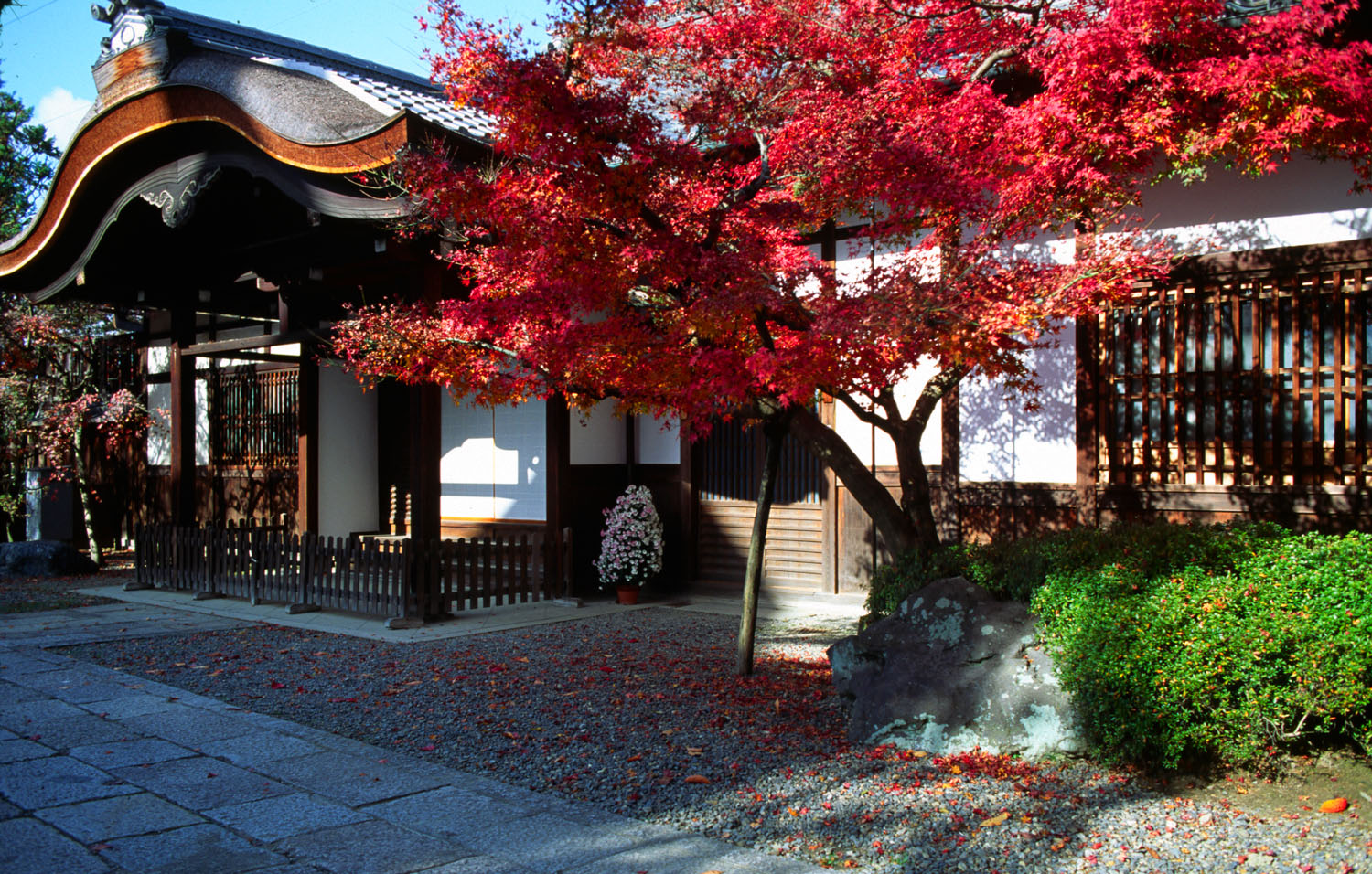
Momiji (A. palmatum) – podzimní barvy v Kjóto, Japonsko.
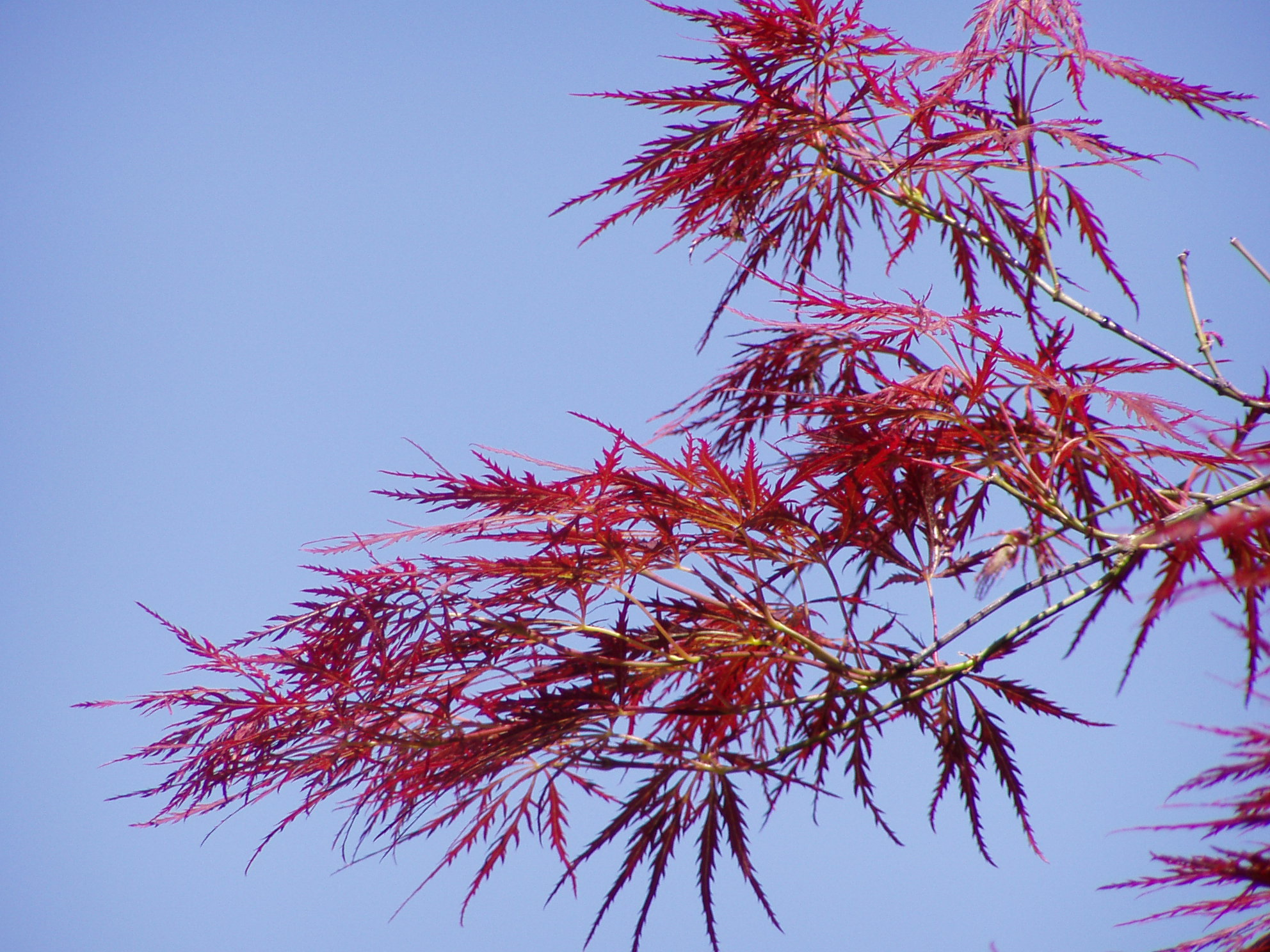
Červenolistý A. palmatum Dissectum
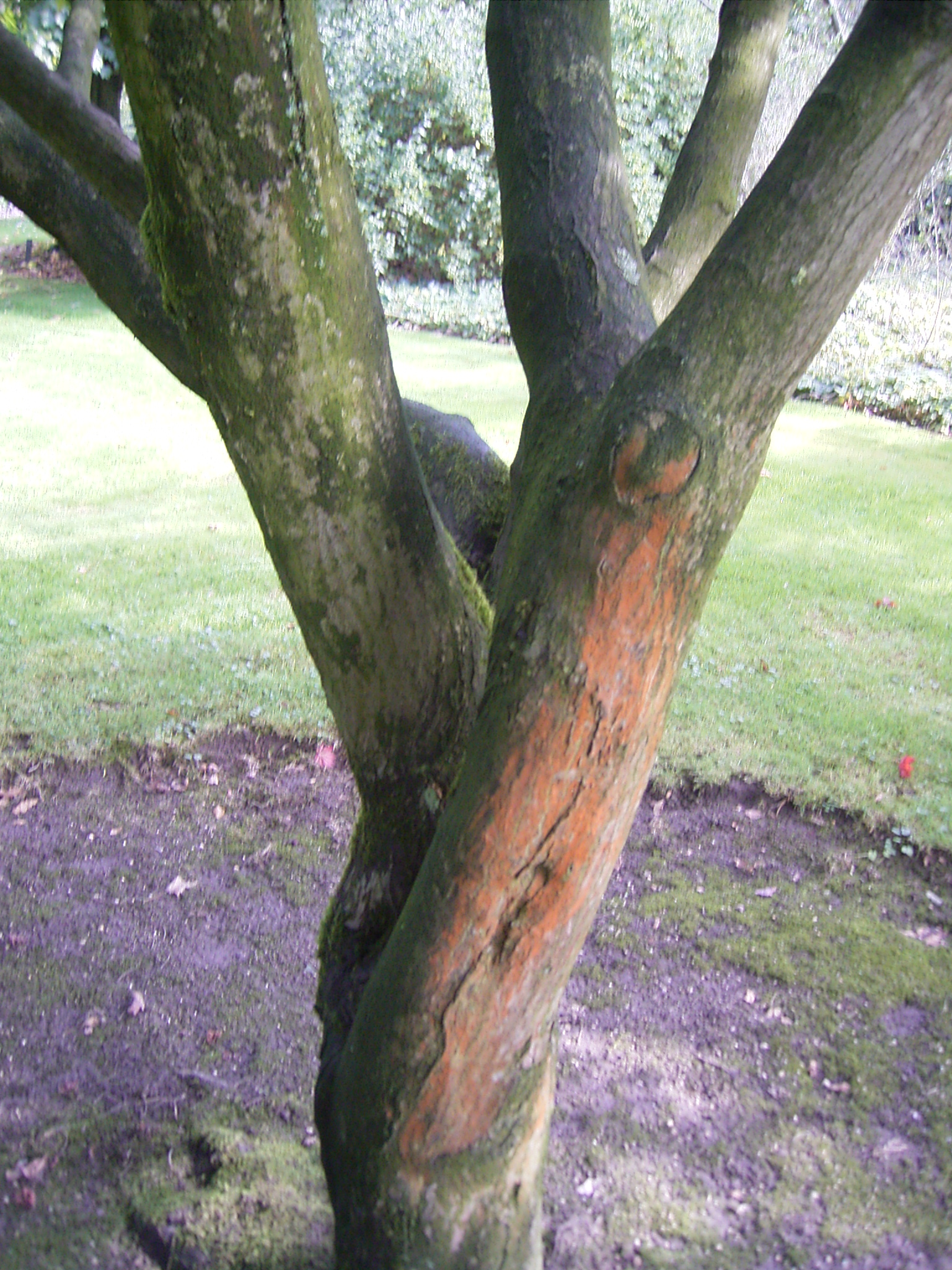
Kmen A. palmatum 'Osakazuki'
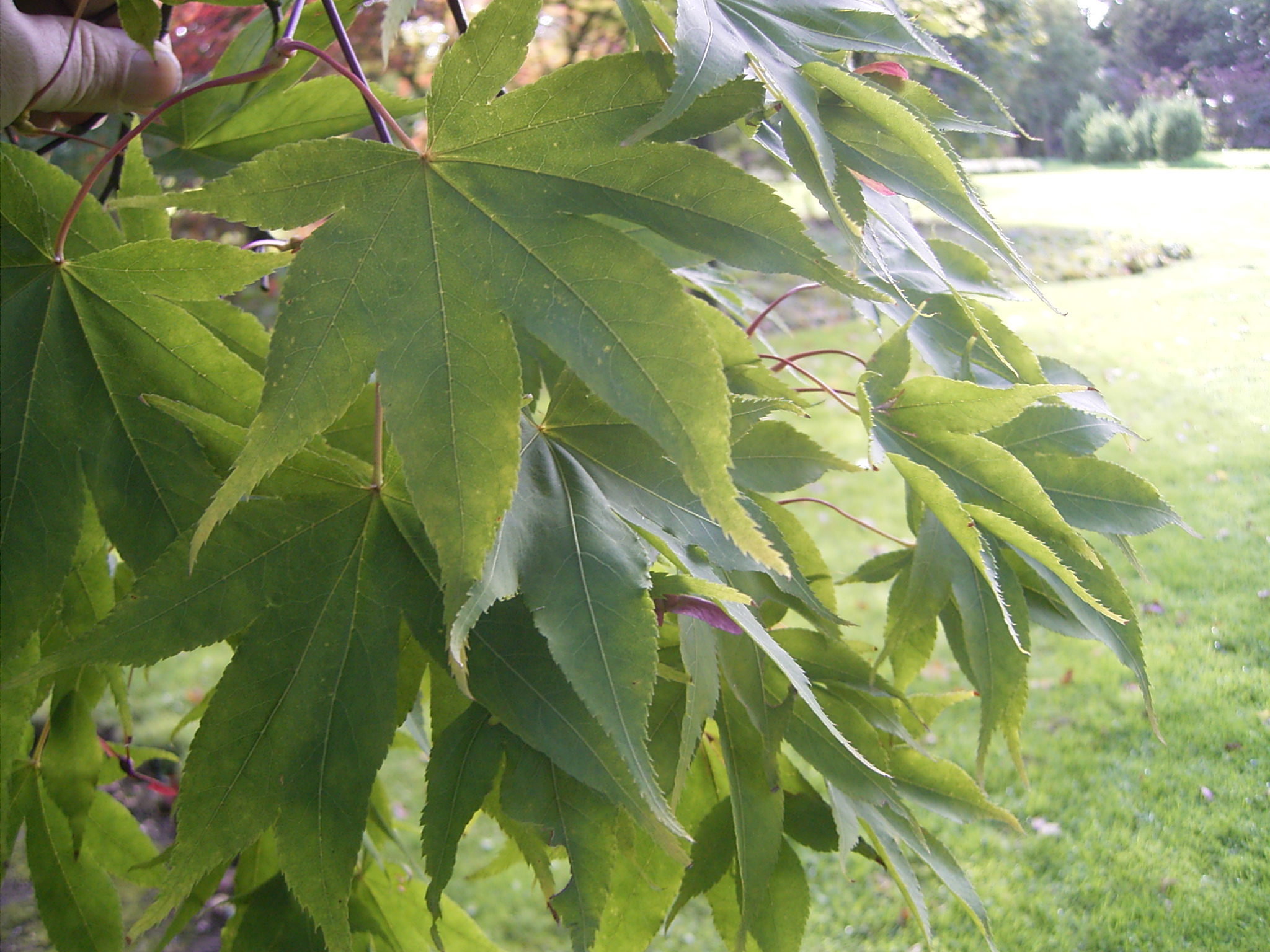
Listy A. palmatum 'Osakazuki'
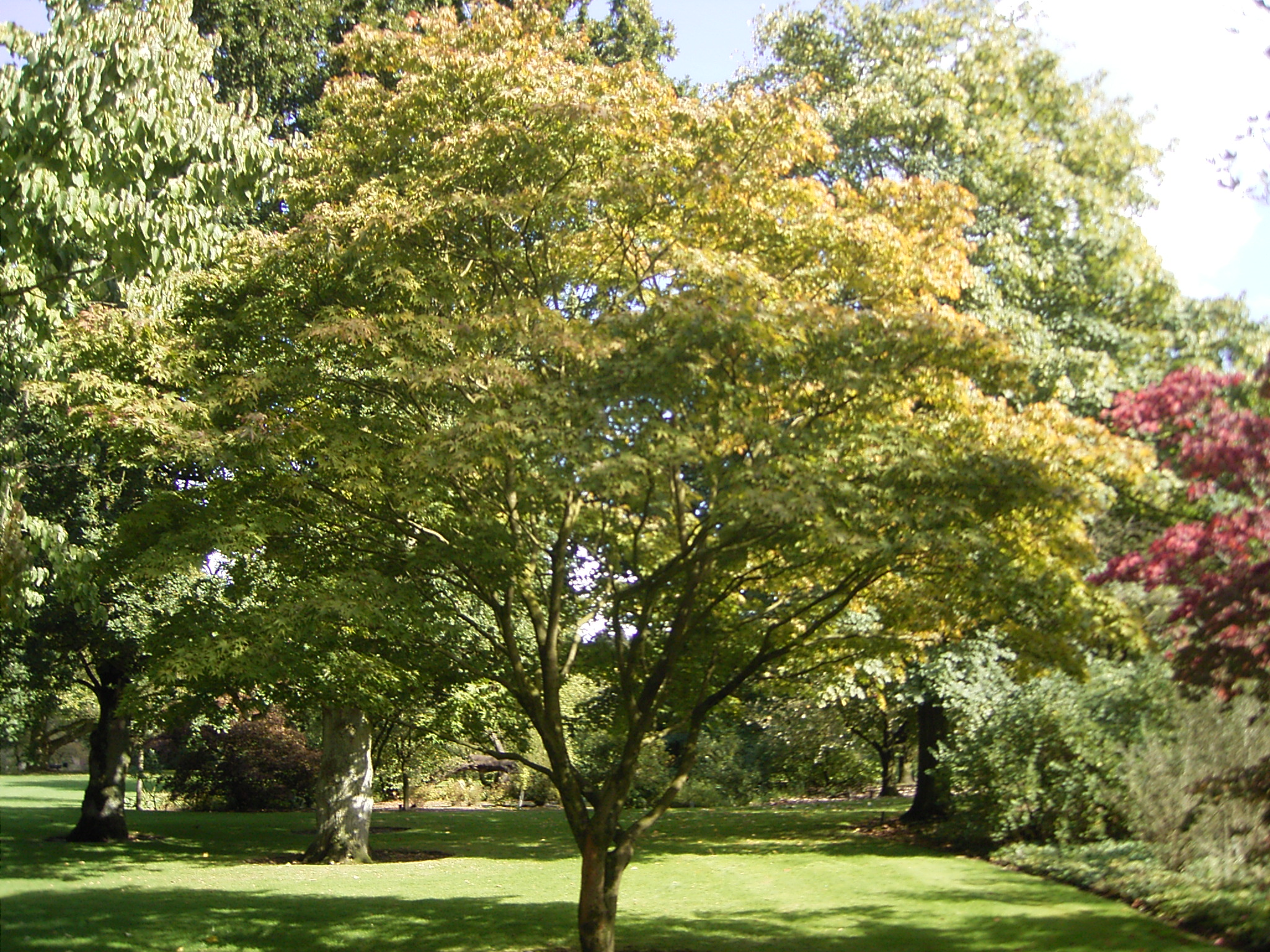
Pohled na A. palmatum 'Osakazuki
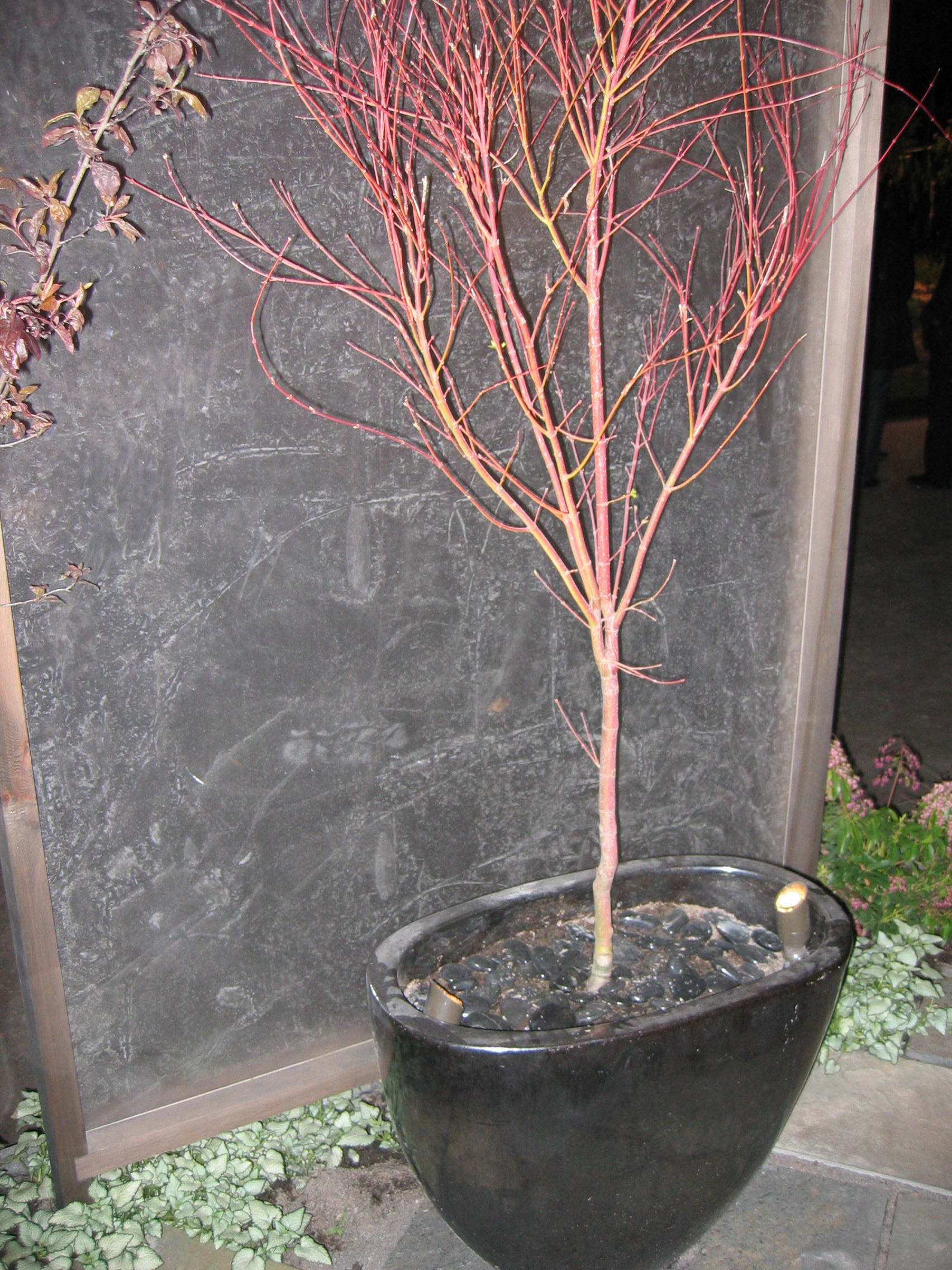
A. palmatum 'Sango Kaku', v zimě viditelná kůra
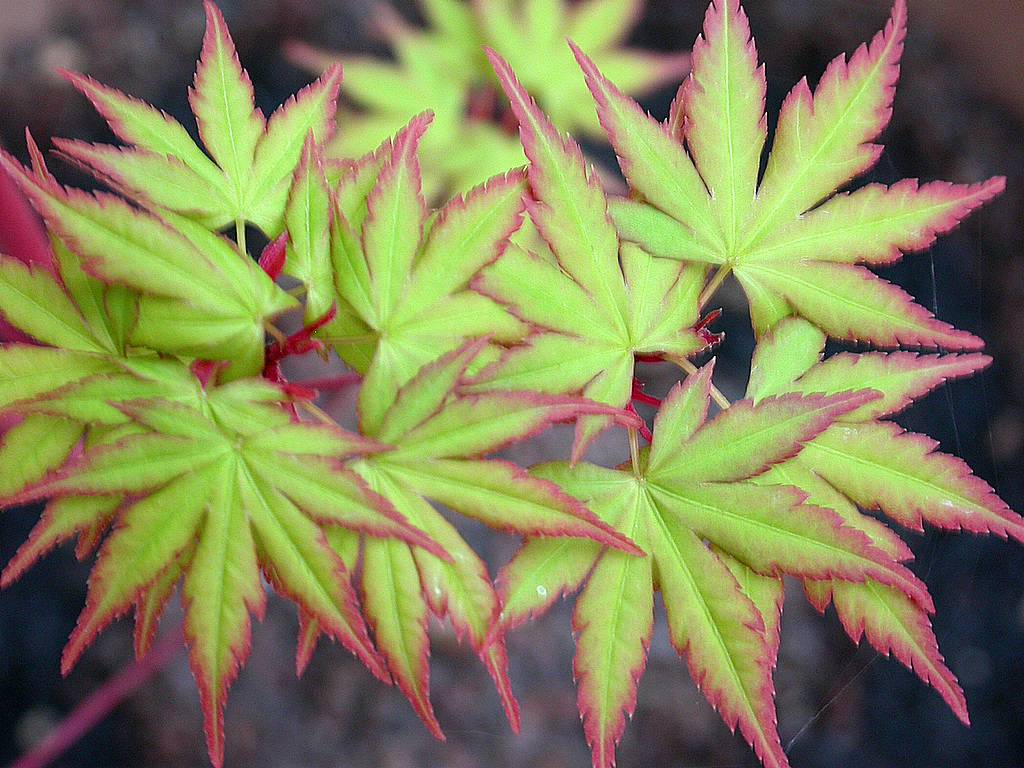
Nové listy na A. palmatum 'Sango Kaku'
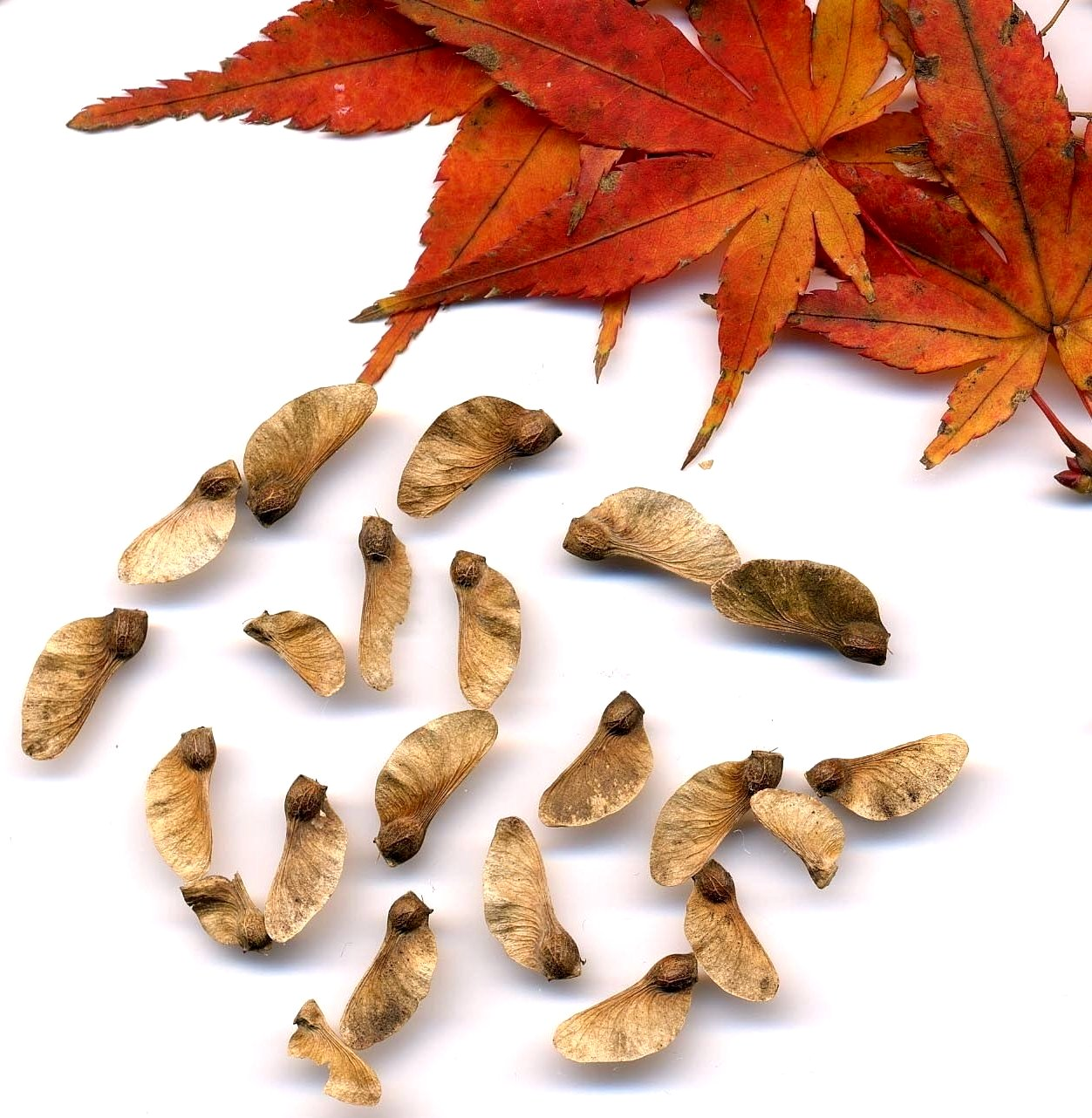
A. palmatum– Plody a listy
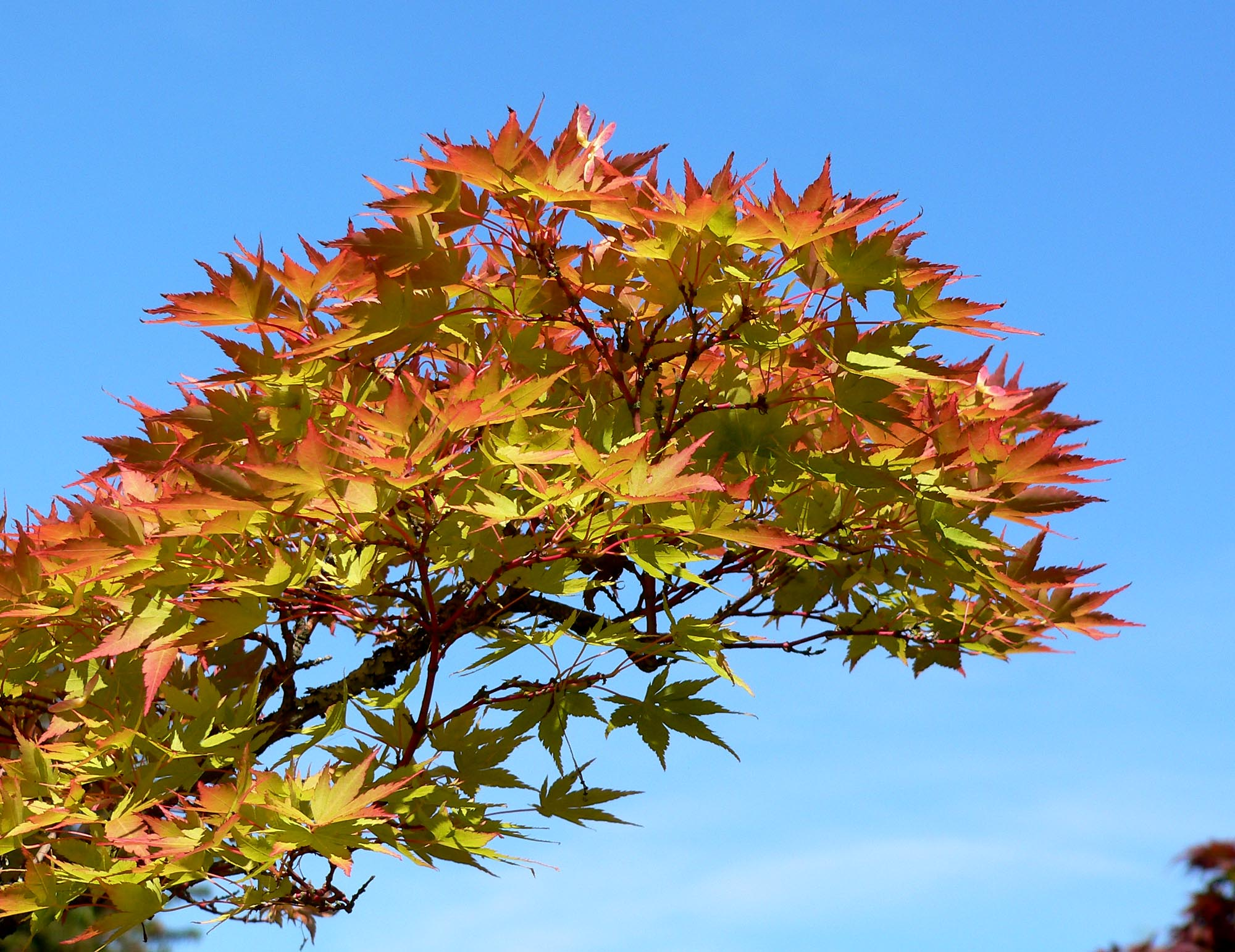
A. palmatum 'Shigitatsu sawa'
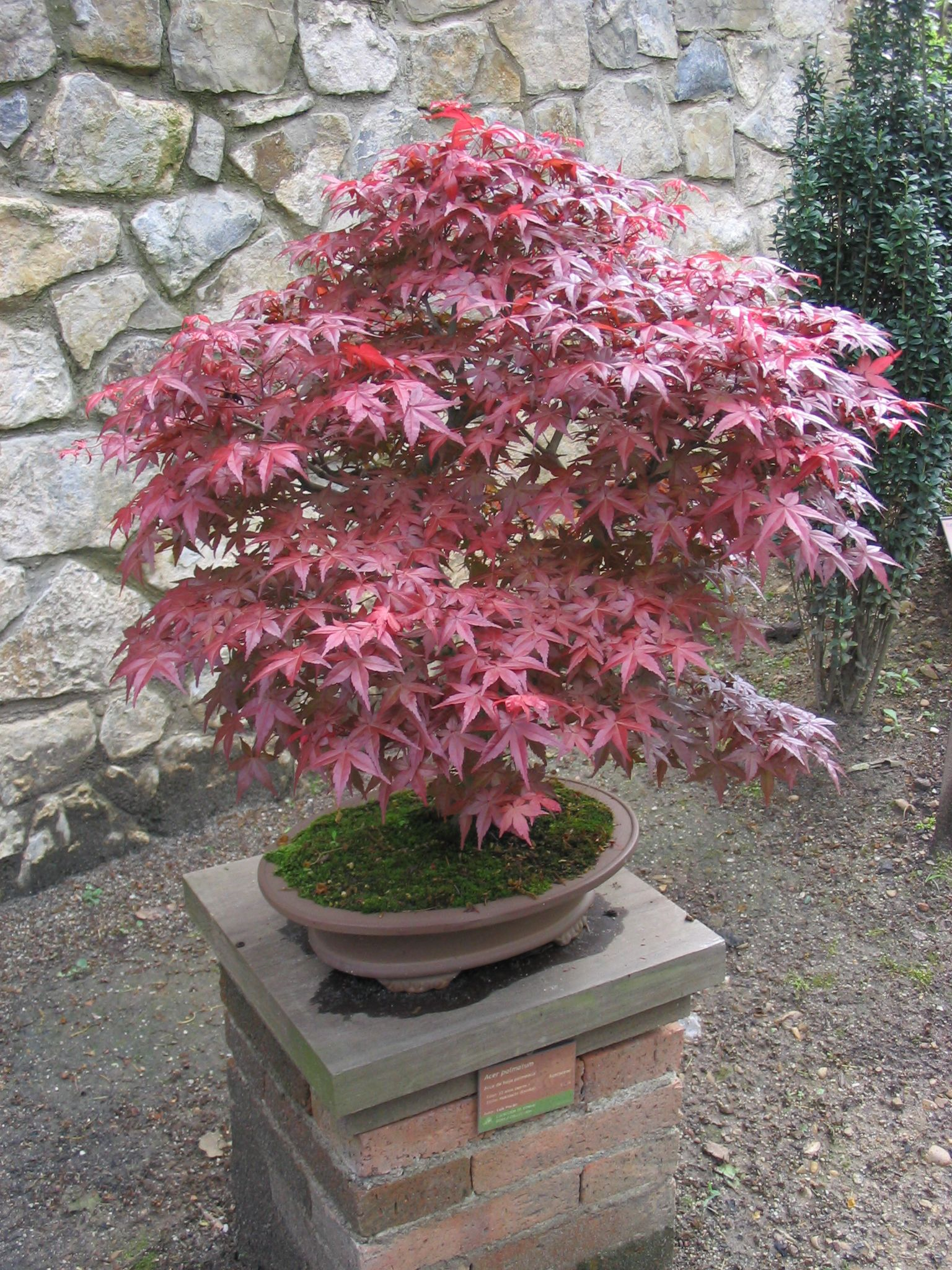
Kultivar A. palmatum používaný jako bonsai
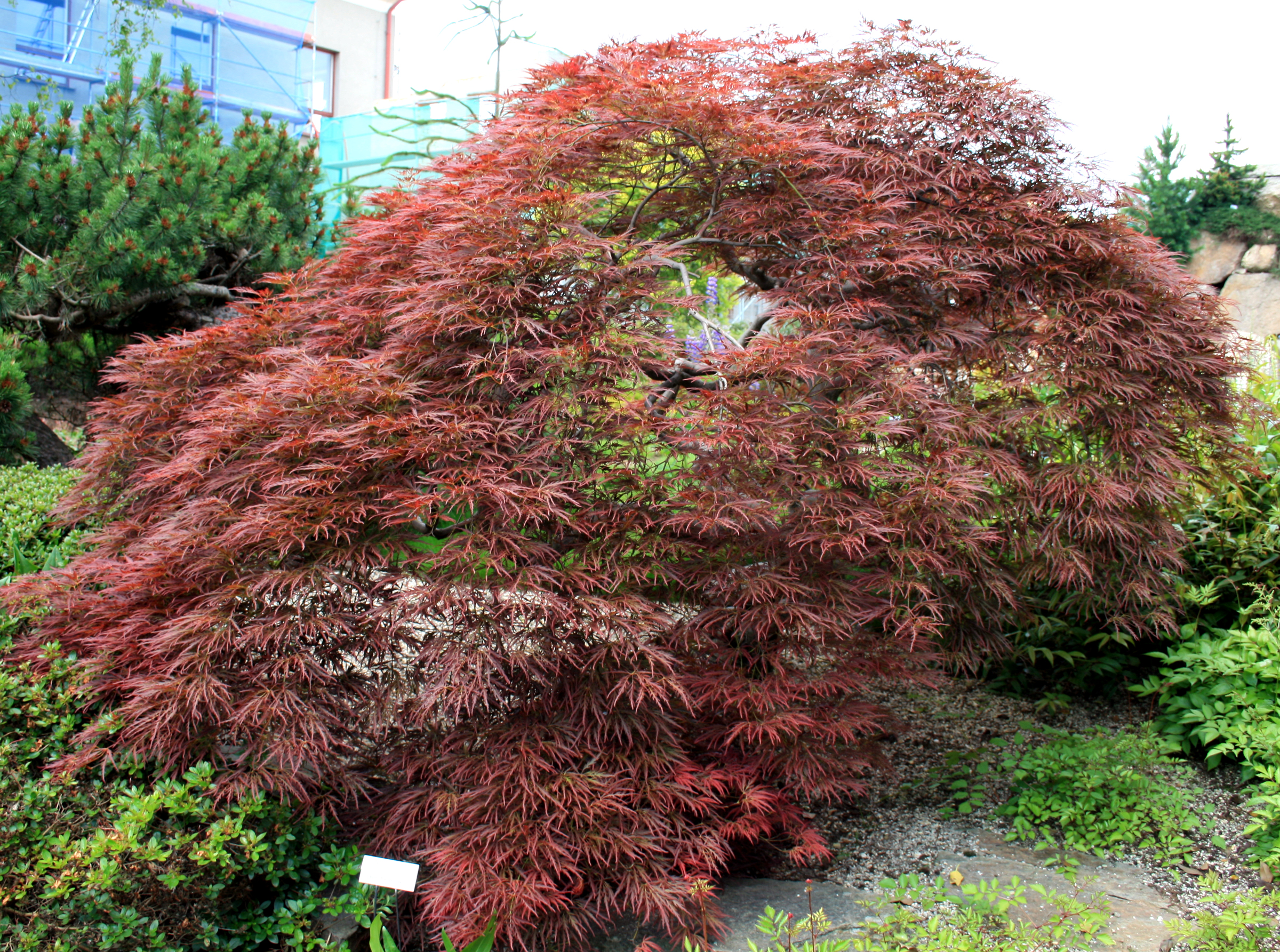
Varieta 'Ornatum', BZ Liberec